# Polyatomisch ion
Een polyatomisch ion (poly is Grieks voor veel) ook bekend als moleculair ion, is een geladen chemische verbinding: een ion dat wordt gevormd  door de covalente binding tussen minstens twee atomen, afkomstig van meestal verschillende atoomsoorten.
Bekende voorbeelden van polyatomische ionen zijn het hydroxideanion (OH−) en het ammoniumkation (NH4+).
Een polyatomisch ion kan vaak beschouwd worden als het geconjugeerde zuur of de geconjugeerde base van een neutrale molecule. Het sulfaation (SO42−) is hiervan een voorbeeld: het is namelijk afgeleid van zwavelzuur (H2SO4), dat zelf kan beschouwd worden als het hydraat van zwaveltrioxide.

## Nomenclatuur
Er bestaan in de scheikundige nomenclatuur twee regels die kunnen toegepast worden om polyatomische ionen te benoemen. Wanneer het prefix bi- wordt gebruikt, dan dient aan de brutoformule van het ion een waterstof (formeel een proton) toegevoegd te worden. De lading van het ion stijgt met 1 eenheid. Als alternatief voor bi- wordt meestal waterstof- als prefix toegevoegd. Een voorbeeld is het carbonaat-anion (CO32−): wanneer hieraan een waterstof wordt toegevoegd, ontstaat het bicarbonaatanion (meestal waterstofcarbonaat genoemd) met als brutoformule HCO3−.
De tweede regel betreft het aantal zuurstofatomen in het ion (meestal van toepassing bij oxoanionen). Een voorbeeld vormen de (oxo)anionen van chloor:
| Oxidatietoestand | −1       | +1           | +3       | +5       | +7          |
| Benaming         | chloride | hypochloriet | chloriet | chloraat | perchloraat |
| Brutoformule     | Cl−      | ClO−         | ClO2−    | ClO3−    | ClO4−       |
| Molecuulmodel    |          |              |          |          |             |

De achtervoegsels -ide, -iet en -aat slaan op de verschillende oxidatietoestanden die chloor kan aannemen.

## Overzicht van de meestvoorkomende polyatomische ionen
Onderstaande tabel heeft een overzicht van veel voorkomende polyatomische ionen met hun brutoformule, structuurformule en moleculaire massa.

### Anionen
| Anion                            | Moleculaire massa (g/mol) | Brutoformule | Structuurformule   |
| -------------------------------- | ------------------------- | ------------ | ------------------ |
| Acetaat                          | 59,04402                  | CH3COO−      | Acetaat            |
| Benzoaat                         | 121,1134                  | C6H5COO−     | Benzoaat           |
| Waterstofcarbonaat (bicarbonaat) | 61,01684                  | HCO3−        | Waterstofcarbonaat |
| Carbonaat                        | 60,0089                   | CO32−        | Carbonaat          |
| Azide                            | 42,02065                  | N3−          | Azide              |
| Cyanide                          | 26,0174                   | CN−          | Cyanide            |
| Hydroxide                        | 17,00734                  | OH−          | Hydroxide          |
| Nitraat                          | 62,0049                   | NO3−         | Nitraat            |
| Fosfaat                          | 94,971362                 | PO43−        | Fosfaat            |
| Sulfaat                          | 96,0626                   | SO42−        | Sulfaat            |
| Chloraat                         | 83,4512                   | ClO3−        | Chloraat           |
| Bromaat                          | 127,9022                  | BrO3−        | Bromaat            |
| Cyclopentadienyl                 | 52,07511                  | C5H5−        | Cyclopentadienyl   |

### Kationen
| Kation      | Moleculaire massa (g/mol) | Brutoformule | Structuurformule |
| ----------- | ------------------------- | ------------ | ---------------- |
| Ammonium    | 18,03846                  | NH4+         | Ammonium         |
| Hydroxonium | 19,02322                  | H3O+         | Hydroxonium      |
| Kwik(I)     | 401,18                    | Hg22+        |                  |
| Tropylium   | 91,13048                  | C7H7+        | Tropylium        |